# Edward Tuckerman Potter

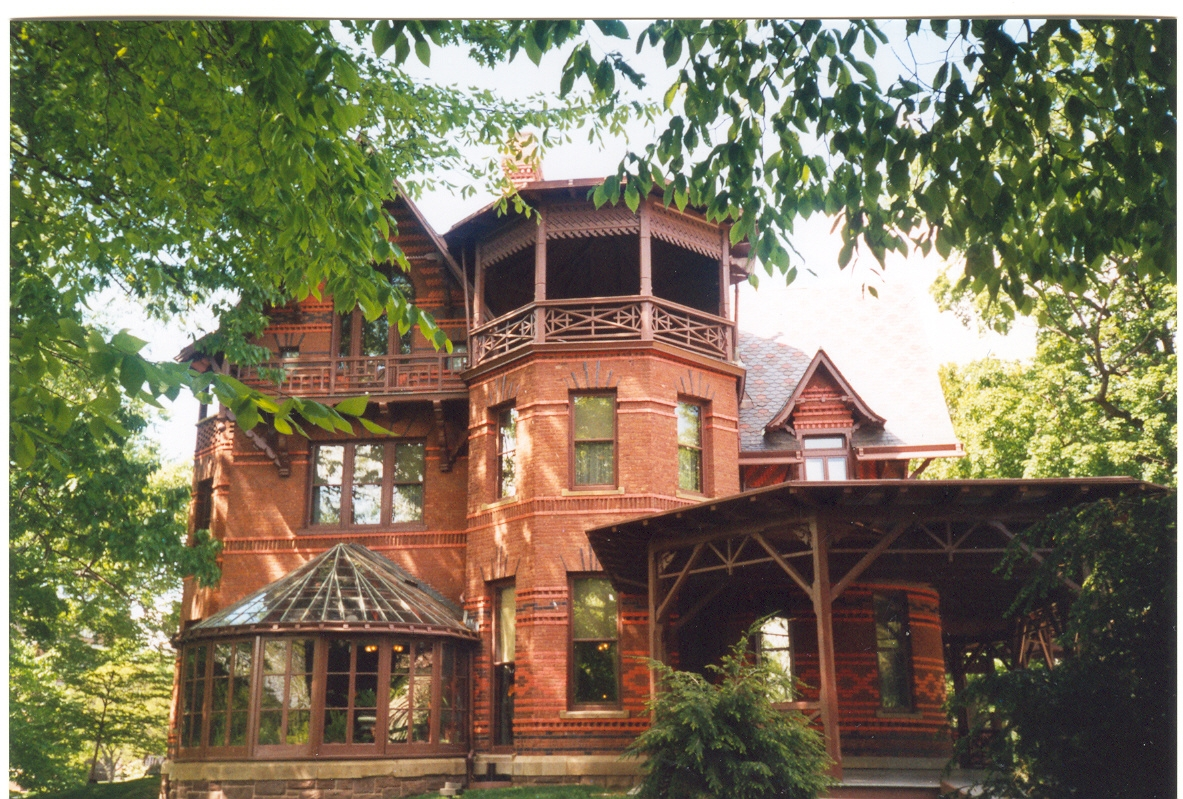
Casa de Mark Twain en Hartford, Connecticut diseñada por Edward Tuckerman Potter

Edgard Tuckerman Potter (Schenectady, Nueva York; 25 de septiembre de 1831-Nueva York, 21 de diciembre de 1904) fue un arquitecto estadounidense, más conocido por diseñar la casa del escritor estadounidense Mark Twain en Hartford, Connecticut en 1871. Con William Appleton Potter, también diseñó el Nott Memorial Hall. La casa de Mark Twain y el Nott Memorial Hall son considerados monumentos históricos.